# Juan Menéndez Pidal
Juan Menéndez Pidal (Madrid, 31 de maig de 1858 - 28 de desembre de 1915) va ser un jurista, historiador i poeta espanyol, acadèmic de la Llengua Espanyola.

## Biografia
Va ser germà de Luis i Ramón Menéndez Pidal. Va pertànyer al Cos de Bibliotecaris i Arxivers. Va ser durant molts anys el director de l'Arxiu Històric Nacional de Madrid i el director de la Revista de Archivos, Bibliotecas, y Museos. Madrileny de naixement i advocat de carrera, després de rebre el títol de llicenciat en Dret es va dedicar amb devoció al periodisme.
Va dirigir La Unión Catòlica, diari de Madrid, i va ser redactor d' El Universo, de la mateixa ciutat. Fou elegit diputat pel districte de Ribadeo (província de Lugo) a les eleccions generals espanyoles de 1891.
Va escriure llegendes i biografies històriques, i va sobresortir com a poeta líric d'original inspiració. Alguns dels seus poemes es van fer molt populars a Astúries. La seva obra més important va ser Dios y César, un estudi des del punt de vista jurídic de la relació entre església i estat. El 1914 va ser escollit membre de la Reial Acadèmia Espanyola ocupant la butaca amb la lletra A fins a 1915.

## Obres
- Colección de viejos romances que cantan los asturianos en la danza prima, 1885.
- Poesías, 1890 e 1895.
- Leyendas del último rey godo, 1906.
- San Pedro de Cardeña, 1907.